# Chapelle-des-Bois
Chapelle-des-Bois är en kommun i departementet Doubs i regionen Bourgogne-Franche-Comté i östra Frankrike. Kommunen ligger i kantonen Mouthe som tillhör arrondissementet Pontarlier. År 2022 hade Chapelle-des-Bois 259 invånare.

## Befolkningsutveckling
Antalet invånare i kommunen Chapelle-des-Bois
Referens:INSEE